# Heinz Fanslau

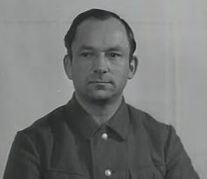
Heinz Fanslau während der Nürnberger Prozesse. Aufnahme vom Januar 1947.

Heinz Karl Fanslau (* 6. Juni 1909 in Dühringshof bei Landsberg/Warthe; † 10. März 1987 in München) war ein deutscher SS-Führer, zuletzt im Rang eines SS-Brigadeführers und Generalmajors der Waffen-SS. Er wurde in den Nürnberger Prozessen in den Anklagepunkten Kriegsverbrechen, Verbrechen gegen die Menschlichkeit und der Mitgliedschaft in verbrecherischen Organisationen für schuldig befunden und verurteilt.

## Leben

### Jugend und frühe Jahre
Fanslau wurde als Sohn des Kaufmanns Karl Fanslau (1876–1933) und der Lydia Heimann (* 1881) geboren. Von 1916 bis 1924 besuchte er die Mittelschule in Landsberg. Anschließend wurde er bis 1925 an der Handelsschule in Landsberg unterrichtet. Im Mai 1925 begann er eine praktische Ausbildung in einem Dampfsägewerk. Im selben Jahr wurde er Mitglied des Stahlhelm-Kampfbundes.
Von Mai 1928 bis zum September 1929 arbeitete Fanslau als Holzkaufmann für die Firma Friedrich Roy in Dühringshof. Im Oktober 1929 wurde er Leiter für Holzeinkauf und Verladearbeiten für die Firma Krakewitz in Berlin. Am 15. Januar 1930 gab er diese Stellung auf um bis zum September 1930 als Expedient für die lettische Firma Feldhun und Schweman zu arbeiten. Danach war Fanslau im väterlichen Geschäft bis Anfang Oktober 1932 tätig.
Zum 1. Juli 1931 trat Fanslau der NSDAP (Mitgliedsnummer 581.867) und SS bei (SS-Nummer 13.200). Zunächst gehörte Fanslau dem SS-Sturm in Landsberg an und wechselte im Januar 1932 als SS-Führer z. b. V. nach Liebenow zur persönlichen Begleitung Erich von dem Bach-Zelewskis.

### Zeit des Nationalsozialismus
Von Januar bis August 1932 wurde Fanslau Erich von dem Bach-Zelewski, damals Führer des SS-Abschnittes VII als z. b. V. zur persönlichen Begleitung zur Verfügung gestellt. Am 20. September 1932 übernahm Fanslau die Führung der Verwaltungsgeschäfte des neugeschaffenen SS-Abschnittes XII, dessen Führer von dem Bach-Zelewski wurde. Am 1. Oktober 1932 wurde er offiziell Verwaltungsführer dieses Abschnitts und damit hauptamtlicher Angestellter im Parteidienst der NSDAP. Die Stellung beim SS-Abschnitt VII behielt er bis zum November 1933 bei.
Am 8. Januar 1934 wurde Fanslau in den Stab des Reichsführers SS kommandiert und blieb dort bis zum 28. März 1934. Er wurde dann zum SS-Obersturmführer im Verwaltungswesen befördert und zum SS-Oberabschnitt Nordost in Königsberg unter seinem alten Chef von dem Bach-Zelewski kommandiert, wo er im Verwaltungsamt die Revisionsabteilung leitete.
Am 15. Juli 1934 wurde Fanslau Leiter des Verwaltungsamtes des SS-Oberabschnitts Mitte in Dresden und war vom 1. September 1934 bis zum 15. April 1936 dessen regulärer Leiter. In dieser Zeit heiratete er am 20. April 1935 Franka Lutz (* 20. Juli 1915 in Regensburg). Aus der Ehe gingen mindestens ein Sohn und eine Tochter hervor.
Zum 15. April 1936 wurde Fanslau Führer des Verwaltungsamts des SS-Oberabschnitts „Elbe“. Mit Wirkung zum 1. Januar 1938 wurde Fanslau zum Stabsführer des Leiters der SS-Verwaltung Oswald Pohl und zum Mai 1938 zum Verwaltungsleiter bei der Inspektion der SS-Verfügungstruppe ernannt.
Nach Ausbruch des Zweiten Weltkrieges wurde Fanslau Verwaltungsführer bei der SS-Verfügungsdivision und kommandierte von Anfang Dezember 1940 bis Ende September 1941 das Versehrten-Bataillon der SS-Division „Wiking“. Danach wurde er dem Hauptamt Haushalt und Bauten zugeteilt. Ab Februar 1942 leitete Fanslau im neu entstandenen Wirtschafts- und Verwaltungshauptamt (WVHA) das Amt A-5 (Personalamt) und war zunächst unter August Frank stellvertretender Leiter der Amtsgruppe A (Truppenverwaltung), dann von Mitte September 1943 bis zum Kriegsende Anfang Mai 1945 Leiter der Amtsgruppe A.

### Nachkriegszeit

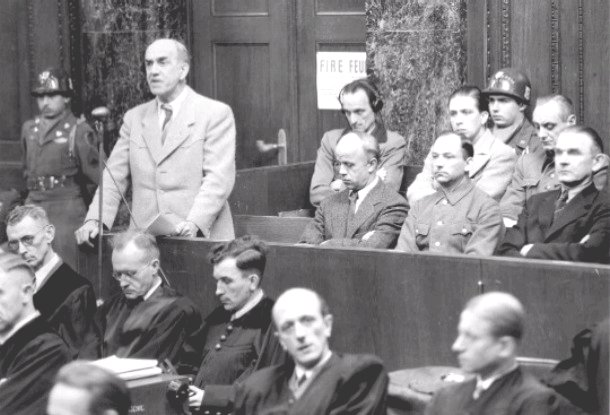
Schlussworte der Angeklagten am 22. September 1947, am Mikrofon Oswald Pohl. Heinz Fanslau in der vorderen Reihe in der Mitte.

Nach seiner Festnahme wurde Fanslau im Prozess Wirtschafts- und Verwaltungshauptamt der SS mit 17 weiteren Beschuldigten ab dem 13. Januar 1947 vor dem United States Military Tribunal II angeklagt. Sein Verteidiger war Curt von Stackelberg.
Fanslau wurde aufgrund seiner hohen Funktion im WVHA insbesondere seine Verantwortung für die Verwaltung und Förderung der Zwangsarbeit und der Massenmorde in den Konzentrationslagern vorgeworfen. Er wurde in den Anklagepunkten Kriegsverbrechen, Verbrechen gegen die Menschlichkeit und der Mitgliedschaft in verbrecherischen Organisationen für schuldig befunden. Er wurde am 3. November 1947 zu zwanzig Jahren Haft verurteilt. Am 30. Januar 1951 wurde seine Strafe durch den Hohen Kommissar John McCloy auf fünfzehn Jahre herabgesetzt. Am 31. März 1954 wurde er nach nur knapp sechseinhalb Jahren Haft, und unter Erlass von mehr als acht weiteren Jahren seiner ursprünglichen Strafe, vorzeitig aus dem Kriegsverbrechergefängnis Landsberg entlassen. Aufgrund der Erschießung des SA-Angehörigen Franz Bläsner während der Röhm-Affäre 1934 wurde Fanslau am 9. Juli 1963 durch das Schwurgericht München wegen Beihilfe zum Mord zu drei Jahren Zuchthaus verurteilt.

## Archivalien
- SS-Führerpersonalakte von Heinz Fanslau (Bundesarchiv Lichterfelde: Bestand SSO Film 196 „Falkenberg – Fara“, Bilder 1392–1497)

| Fanslaus SS-Ränge                    | Fanslaus SS-Ränge              |
| Datum                                | Rang                           |
| ------------------------------------ | ------------------------------ |
| 1. Juli 1931                         | SS-Anwärter                    |
| 15. Oktober 1931                     | SS-Mann                        |
| 1. März 1932                         | SS-Truppführer                 |
| 9. November 1933                     | Sturmführer                    |
| 28. März 1934                        | Obersturmführer                |
| 6. August 1934                       | SS-Hauptsturmführer            |
| 9. November 1934                     | SS-Sturmbannführer             |
| 15. September 1935                   | SS-Obersturmbannführer         |
| 9. November 1936                     | SS-Standartenführer            |
| 15. Januar 1942                      | Standartenführer der Waffen-SS |
| 29. Juli 1943 (m.W.z. 21. Juni 1943) | SS-Oberführer der Waffen-SS    |
| 9. November 1944                     | SS-Brigadeführer und General   |